# 盧扎區 (拉脫維亞)
盧扎區是拉脫維亞東部的一個已废置的區份。面積2,412平方公里。人口32,634人。区府盧扎。下分3市22村。
拉脫維亞於2009年撤销了所有的区份，并改制为市镇。